# Camara Jones
Camara Jones (verheiratete Banfield) ist eine ehemalige US-amerikanische Sprinterin, die sich auf den 400-Meter-Lauf spezialisiert hatte.
Der Höhepunkt ihrer Karriere war der Gewinn der Goldmedaille in der 4-mal-400-Meter-Staffel bei den Weltmeisterschaften 1995 in Göteborg. Gemeinsam mit Kim Graham, Rochelle Stevens und Jearl Miles Clark verwies sie in 3:22,29 min die Mannschaften Russlands (3:23,98 min) und Australiens (3:25,88 min) auf die Plätze. Die Teilnahme an den Olympischen Spielen 1996 in Atlanta verpasste Jones, weil sie ein Kind von ihrem damaligen Ehemann, dem Hochspringer Tony Barton, erwartete.
Camara Jones studierte Jura an der University of Oregon. Die Mutter von drei Kindern lebt in Vancouver im US-Bundesstaat Washington und arbeitet seit 2003 für die dortige Bezirksstaatsanwaltschaft.